# Helston
Helston est une ville anglaise située à l'extrême sud-ouest du pays dans le comté de Cornouailles. En 2011, sa population était de 11 700 habitants.

## Historique
Le HMS Hazard (J02) est parrainé par la communauté civile de Helston pendant la campagne nationale du Warship Week (semaine des navires de guerre) en décembre 1941. Il est un dragueur de mines de la classe Halcyon, construit pour la Royal Navy.

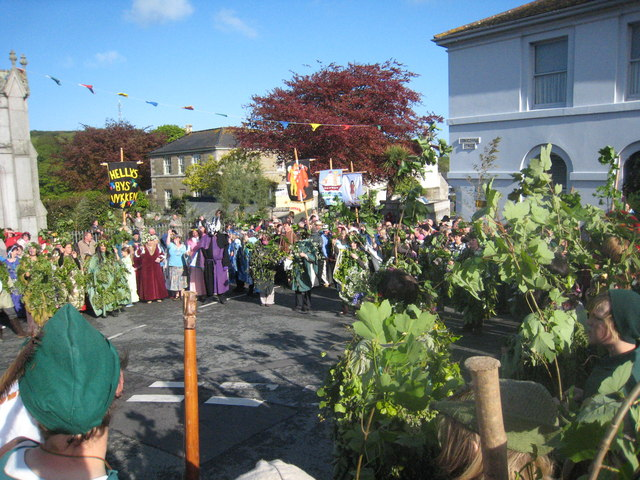
La fête de 'Hal an Tow'.

## Personnalités liées à la ville
- John Bryant Lane (1788-1868), peintre, y est né ;
- Sir Arthur Vivian (1834-1926), industriel britannique, propriétaire de mines et homme politique libéral , y est mort.

## Jumelages

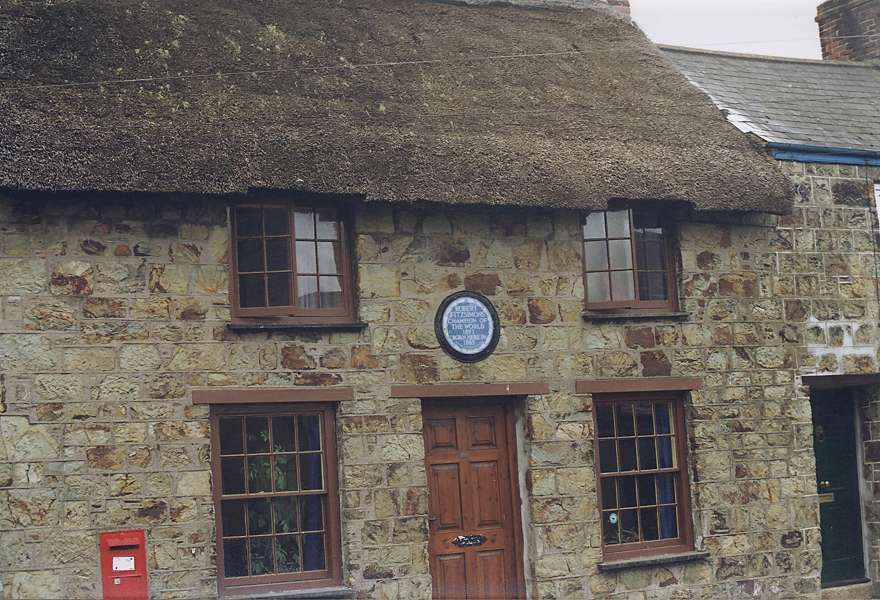
Lieu de naissance de Bob Fitzsimmons

- Plougasnou (France) depuis 2010[1],[2]
- Sasso Marconi (Italie) depuis 1968[3]

### Source
- (en) Cet article est partiellement ou en totalité issu de l’article de Wikipédia en anglais intitulé « Helston » (voir la liste des auteurs).